# Kristin Bekkevold
Kristin Bekkevold (* 19. April 1977 in Gjøvik) ist eine ehemalige norwegische Fußballspielerin, die mit der Nationalmannschaft im Jahr 2000 die olympische Goldmedaille gewann.

## Karriere

### Vereine
Bekkevold spielte im Seniorinnenbereich einzig für den in der Kommune Asker in der Provinz Akershus ansässigen Asker Fotball, von 1997 bis 1999 zunächst in der Eliteserie, der unter diesem Namen seinerzeit höchsten Spielklasse im norwegischen Frauenfußball, von 2000 bis 2002 in der Toppserie. Ihr erstes von acht Punktspielen in ihrer Premierenspielzeit bestritt sie am 27. April 1997 beim 1:1-Unentschieden im Auswärtsspiel gegen den Kolbotn IL. In den ersten beiden Spielzeiten blieb sie in 16 bzw. 17 Punktspielen ohne Torerfolg. Dieser stellte sich erst in der Spielzeit 2000 in der Toppserie ein; beim 5:2-Sieg im Auswärtsspiel gegen den Setskog/Høland FK erzielte sie am 14. Oktober 2000 das Tor zur 2:1-Führung in der 16. Minute in ihrem zwölften von 14 Punktspielen. Nachdem sie in der Spielzeit 2001 lediglich zu einem Punktspiel gekommen war, bestritt sie in ihrer letzten Spielzeit für den Verein 17 Punktspiele, in denen sie vier Tore erzielte.

### Nationalmannschaft
Nachdem sie für die Nachwuchsnationalmannschaften des NFF der Altersklassen U16, U20 und U21 von 1993 bis 1999 in insgesamt 24 Länderspielen zum Einsatz gekommen war und ihre einzigen beiden Länderspieltore für die U21-Nationalmannschaft erzielt hatte, wurde sie vom 9. Februar 2000 bis zum 12. Januar 2001 in zwölf Länderspielen in der A-Nationalmannschaft eingesetzt.
Ihr Debüt gab sie in den Vereinigten Staaten beim 2:1-Sieg im Freundschaftsspiel gegen die US-amerikanische Nationalmannschaft am 9. Februar 2000 in Boca Raton unter Ausschluss der Öffentlichkeit. Vom 12. bis zum 18. März 2000 kam sie bei ihrer Teilnahme am Turnier um den Algarve-Cup zu vier Turnierspielen, einschließlich des mit 0:1 verlorenen Finales gegen die US-amerikanische Nationalmannschaft, die das Finale durch einen von Brandi Chastain in der achten Minute verwandelten Strafstoß gewannen.
Am 4. Juni 2000 gehörte sie der Mannschaft an, die der Nationalmannschaft Englands im fünften Spiel der EM-Qualifikationsgruppe 2 mit dem 8:0-Sieg in Moss die bis heute höchste Länderspielniederlage zufügte.
Im Turnier anlässlich des 100-jährigen Bestehens des DFB wurde sie in zwei Spielen eingesetzt (4:1 vs. Deutschland am 19. Juli 2000 in Göttingen, 0:1 vs. China am 22. Juli in Celle).
Ihre letzten drei Länderspiele im Spieljahr 2000 bestritt sie bei ihrer Teilnahme am olympische Fußballturnier mit dem zweiten und dritten Spiel der Gruppe F sowie mit dem 1:0-Halbfinalsieg über die Nationalmannschaft Deutschlands; damit hatte sie Anteil am späteren Titelgewinn ihrer Mannschaft, die das Finale gegen die US-amerikanische Nationalmannschaft mit 3:2 nach Golden Goal gewann. Ausgerechnet in ihrem letzten Länderspiel am 12. Januar 2001 in La Manga del Mar Menor in der mit 2:1 in Freundschaft gewonnenen Begegnung mit der Nationalmannschaft Schwedens gelang ihr mit dem Treffer zur 1:0-Führung in der dritten Minute ihr einziges A-Länderspieltor.

## Erfolge
Nationalmannschaft
- Olympiasieger 2000
- Algarve-Cup-Finalist 2000

Asker Fotball
- Norwegischer Meister 1998, 1999
- Norwegischer Pokal-Sieger 2000, -Finalist 2001